# Гарден-Сіті (Міннесота)
Гарден-Сіті (англ. Garden City) — переписна місцевість (CDP) в США, в окрузі Блю-Ерт штату Міннесота. Населення — 339 осіб (2020).

## Географія
Гарден-Сіті розташований за координатами 44°2′53″ пн. ш. 94°10′15″ зх. д. / 44.04806° пн. ш. 94.17083° зх. д. (44.048020, -94.170940).  За даними Бюро перепису населення США в 2010 році переписна місцевість мала площу 4,89 км², з яких 4,65 км² — суходіл та 0,24 км² — водойми.

## Демографія
Згідно з переписом 2010 року, у переписній місцевості мешкало 255 осіб у 102 домогосподарствах у складі 73 родин. Густота населення становила 52 особи/км².  Було 113 помешкання (23/км²).
Расовий склад населення:
| - 100,0 % — білих |

До двох чи більше рас належало 0,0 %. Частка іспаномовних становила 1,6 % від усіх жителів.
За віковим діапазоном населення розподілялося таким чином: 21,6 % — особи молодші 18 років, 67,0 % — особи у віці 18—64 років, 11,4 % — особи у віці 65 років та старші. Медіана віку мешканця становила 40,9 року. На 100 осіб жіночої статі у переписній місцевості припадало 112,5 чоловіків;  на 100 жінок у віці від 18 років та старших — 112,8 чоловіків також старших 18 років.
Середній дохід на одне домашнє господарство  становив 78 182 долари США (медіана — 50 417), а середній дохід на одну сім'ю — 78 798 доларів (медіана — 51 563). За межею бідності перебувало 9,9 % осіб, у тому числі 14,5 % дітей у віці до 18 років та 0,0 % осіб у віці 65 років та старших.
Цивільне працевлаштоване населення становило 215 осіб. Основні галузі зайнятості: виробництво — 20,5 %, освіта, охорона здоров'я та соціальна допомога — 15,3 %, транспорт — 12,6 %, будівництво — 12,1 %.